# Gcuwa
Gcuwa – miasto w Republice Południowej Afryki, w Prowincji Przylądkowej Wschodniej.
W mieście żyje ok. 44 000 ludzi, używana jest także dawna nazwa, Butterworth. Położone jest mad rzeką Gcuwa, ok. 110 km na północ od East London.
Założone zostało jako stacja misyjna metodystów w 1827 roku i nazwane po Josephie Butterworth. W czasie apartheidu należało do bantustanu Transkei.